# 正養寺 (江戸川区)
正養寺（しょうようじ）は、東京都江戸川区にある真言宗豊山派の寺院。

## 歴史
延宝年間 (1673年 - 1681年)、有遍法印によって開山された。元々は現在地よりも南東に位置していたが、荒川放水路の開削により、1913年（大正2年）に現在地に移転した。現在地には、かつて「宝泉院」という寺があったが、1874年（明治7年）に廃寺となっていた。
現在の本尊は阿弥陀如来像である。これは旧本尊の胎内仏であったが、旧本尊が空襲で焼失したため、当時疎開していて無事だった胎内仏を新本尊とした。
境内には「戦災殃死者慰霊塔」がある。これは空襲で亡くなった犠牲者を慰霊する塔であり、塔の下に犠牲者の遺灰が納められている。

## 交通アクセス
- 平井駅より徒歩12分（経路案内）。